# دارکوب تاج‌خاکستری
دارکوب تاج‌خاکستری (نام علمی: Colaptes auricularis) گونه‌ای از پرندگان زیرتیرهٔ Picinae از خانواده دارکوبان (Picidae) و این بومی در غرب مکزیک است.